# Shitala
Shitala är inom hinduismen en bygudinna. Namnet betyder "den avkylande" och hon dyrkas mycket i Bengalen.
Inom hinduismen tradition finns det ett antal gudinnor på lokalnivå, så kallade bygudinnor. Dessa gudinnor ses som mödrar, som ger upphov till allt liv, men även död. Gudinnans uppgift är att skydda byn och dess invånare mot faror och i gengäld till dyrkan skänka invånarna fruktbarhet, goda skördar m.m. Går man utanför byn så står man inte längre under gudinnans beskydd.
Man tillber Shitala för att få välstånd, hälsa och fruktbarhet. Men denna gudinna har något av en dubbelnatur dyrkar man inte henne riskerar man att drabbas av sjukdomar. Fast samtidigt som man ber till henne så fruktar man också hennes närvaro, eftersom den är förknippad med långa tider av torka, dåliga skördar och sjukdom framkallad av svält. Därav kallas gudinnan också för "Sjukdomens drottning" eller "Pestens härskare". Den som drabbas av sjukdomar anses vara besatta av Shitala. Så för att driva ut gudinnan och få sjukdomen att släppa så kyler man ner den sjuke. Man tror att kylan kan driva ut den heta och rasande Shitala ur kroppen.
Under svåra epidemier och perioder av svält så har man försökt blidka Shitala genom lovprisningar, sådana lovprisningar finns bevarade från 1600-talet. Vid puja (tillbedjan) så tänker man sig Shitala närvarande i en kruka med mjölk, vatten och smörolja. Krukan dekoreras med blad och överst sätter man en kokosnöt som lock.